# Record africani del nuoto
I record africani del nuoto sono i tempi più veloci mai nuotati in una competizione, da un nuotatore rappresentante una nazione africana. Questi record vengono ratificati dalla CANA.
(Dati aggiornati al 27 settembre 2023)

## Vasca lunga (50m)

### Uomini
| Gara                     | Tempo    | +  | Atleta                                                                                                   | Nazionalità | Data                         | Evento                              | Luogo                            | Ref    |
| ------------------------ | -------- | -- | --- | ----------- | ---------------------------- | ----------------------------------- | -------------------------------- | ------ |
| Stile libero             |          |    | |             |                              |                                     |                                  |        |
| 50 m                     | 21"67    | sf | Roland Schoeman                                                                                          | Sudafrica   | 16 agosto 2008 2 agosto 2013 | Giochi olimpici Campionati mondiali | Pechino, Cina Barcellona, Spagna | [ 1 ]  |
| 100 m                    | 47"79    | b  | Lyndon Ferns                                                                                             | Sudafrica   | 29 luglio 2009               | Campionati mondiali                 | Roma, Italia                     | [ 2 ]  |
| 200 m                    | 1'45"20  |    | Chad le Clos                                                                                             | Sudafrica   | 8 agosto 2016                | Giochi olimpici                     | Rio de Janeiro, Brasile          | [ 3 ]  |
| 400 m                    | 3'40"70  |    | Ahmed Hafnaoui                                                                                           | Tunisia     | 23 luglio 2023               | Campionati mondiali                 | Fukuoka, Giappone                | [ 4 ]  |
| 800 m                    | 7'35"27  |    | Oussama Mellouli                                                                                         | Tunisia     | 29 luglio 2009               | Campionati mondiali                 | Roma, Italia                     | [ 5 ]  |
| 1500 m                   | 14'37"28 |    | Ahmed Hafnaoui                                                                                           | Tunisia     | 30 luglio 2023               | Campionati mondiali                 | Fukuoka, Giappone                |        |
| Dorso                    |          |    | |             |                              |                                     |                                  |        |
| 50 m                     | 24"34    |    | Gerhardus Zandberg                                                                                       | Sudafrica   | 2 agosto 2009                | Campionati mondiali                 | Roma, Italia                     | [ 6 ]  |
| 100 m                    | 52"18    | sf | Pieter Coetze                                                                                            | Sudafrica   | 18 luglio 2025               | Universiadi                         | Berlino, Germania                |        |
| 200 m                    | 1'55"60  |    | Pieter Coetze                                                                                            | Sudafrica   | 1 agosto 2024                | Giochi olimpici                     | Parigi, Francia                  |        |
| Rana                     |          |    | |             |                              |                                     |                                  |        |
| 50 m                     | 26"54    | b  | Cameron van der Burgh                                                                                    | Sudafrica   | 25 luglio 2017               | Campionati mondiali                 | Budapest, Ungheria               | [ 7 ]  |
| 100 m                    | 58"46    |    | Cameron van der Burgh                                                                                    | Sudafrica   | 29 luglio 2012               | Giochi olimpici                     | Londra, Regno Unito              |        |
| 200 m                    | 2'09"61  | sf | Neil Versfeld                                                                                            | Sudafrica   | 30 luglio 2009               | Campionati mondiali                 | Roma, Italia                     | [ 8 ]  |
| Farfalla                 |          |    | |             |                              |                                     |                                  |        |
| 50 m                     | 22"90    | b  | Roland Schoeman                                                                                          | Sudafrica   | 26 luglio 2009               | Campionati mondiali                 | Roma, Italia                     | [ 9 ]  |
| 100 m                    | 50"56    |    | Chad le Clos                                                                                             | Sudafrica   | 8 agosto 2015                | Campionati mondiali                 | Kazan', Russia                   | [ 10 ] |
| 200 m                    | 1'52"96  |    | Chad le Clos                                                                                             | Sudafrica   | 31 luglio 2012               | Giochi olimpici                     | Londra, Regno Unito              | [ 11 ] |
| Misti                    |          |    | |             |                              |                                     |                                  |        |
| 200 m                    | 1'57"03  |    | Darian Townsend                                                                                          | Sudafrica   | 25 aprile 2009               | Campionati francesi                 | Montpellier, Francia             |        |
| 400 m                    | 4'10"53  |    | Oussama Mellouli                                                                                         | Tunisia     | 29 giugno 2009               | Giochi del Mediterraneo             | Pescara, Italia                  |        |
| Staffette a stile libero |          |    | |             |                              |                                     |                                  |        |
| 4x100 m                  | 3'11"93  |    | Lyndon Ferns (48"32) Graeme Moore (48"05) Darian Townsend (48"05) Roland Schoeman (47"51)                | Sudafrica   | 26 luglio 2009               | Campionati mondiali                 | Roma, Italia                     | [ 12 ] |
| 4x200 m                  | 7'08"01  | b  | Jean Basson (1'46"13) Darian Townsend (1'46"81) Jan Albert Venter (1'47"13) Sebastien Rousseau (1'48"44) | Sudafrica   | 31 luglio 2009               | Campionati mondiali                 | Roma, Italia                     | [ 13 ] |
| Staffetta mista          |          |    | |             |                              |                                     |                                  |        |
| 4x100 m                  | 3'31"53  | b  | George Du Rand (53"90) Cameron van der Burgh (58"32) Lyndon Ferns (52"06) Graeme Moore (47"25)           | Sudafrica   | 2 agosto 2009                | Campionati mondiali                 | Roma, Italia                     | [ 14 ] |

Legenda:  - Record del mondo;

Record non ottenuti in finale: (b) - batteria; (sf) - semifinale; (s) - staffetta prima frazione.

### Donne
| Gara                     | Tempo    | +  | Atleta                                                                                        | Nazionalità | Data            | Evento                        | Luogo                     | Ref    |
| ------------------------ | -------- | -- | --------------------------------------------------------------------------------------------- | ----------- | --------------- | ----------------------------- | ------------------------- | ------ |
| Stile libero             |          |    |                                                                                               |             |                 |                               |                           |        |
| 50 m                     | 24"62    | sf | Farida Osman                                                                                  | Egitto      | 29 luglio 2017  | Campionati mondiali           | Budapest, Ungheria        | [ 15 ] |
| 100 m                    | 54"23    |    | Erin Gallagher                                                                                | Sudafrica   | 9 aprile 2018   | Giochi del Commonwealth       | Gold Coast, Australia     | [ 16 ] |
| 200 m                    | 1'56"80  |    | Aimee Canny                                                                                   | Sudafrica   | 12 aprile 2024  | Campionati sudafricani        | Port Elizabeth, Sudafrica | [ 17 ] |
| 400 m                    | 4'07"92  |    | Karin Prinsloo                                                                                | Sudafrica   | 31 gennaio 2014 | Billiton Aquatic Super Series | Perth, Australia          |        |
| 800 m                    | 8'25"71  |    | Wendy Trott                                                                                   | Sudafrica   | 14 giugno 2012  | Trofeo Sette Colli            | Roma, Italia              |        |
| 1500 m                   | 16'05"63 | b  | Wendy Trott                                                                                   | Sudafrica   | 24 luglio 2011  | Campionati mondiali           | Shanghai, Cina            | [ 18 ] |
| Dorso                    |          |    |                                                                                               |             |                 |                               |                           |        |
| 50 m                     | 28"08    |    | Kirsty Coventry                                                                               | Zimbabwe    | 6 giugno 2015   | Mare nostrum                  | Monte Carlo, Monaco       |        |
| 100 m                    | 58"77    |    | Kirsty Coventry                                                                               | Zimbabwe    | 11 agosto 2008  | Giochi olimpici               | Pechino, Cina             |        |
| 200 m                    | 2'04"81  |    | Kirsty Coventry                                                                               | Zimbabwe    | 1º agosto 2009  | Campionati mondiali           | Roma, Italia              | [ 19 ] |
| Rana                     |          |    |                                                                                               |             |                 |                               |                           |        |
| 50 m                     | 29"72    | b  | Lara van Niekerk                                                                              | Sudafrica   | 6 aprile 2022   | Campionati sudafricani        | Port Elizabeth, Sudafrica |        |
| 100 m                    | 1'04"82  | b  | Tatjana Schoenmaker                                                                           | Sudafrica   | 25 luglio 2021  | Giochi olimpici               | Tokyo, Giappone           |        |
| 200 m                    | 2'18"95  |    | Tatjana Schoenmaker                                                                           | Sudafrica   | 30 luglio 2021  | Giochi olimpici               | Tokyo, Giappone           |        |
| Farfalla                 |          |    |                                                                                               |             |                 |                               |                           |        |
| 50 m                     | 25"38    |    | Farida Osman                                                                                  | Egitto      | 24 giugno 2022  | Campionati mondiali           | Budapest, Ungheria        |        |
| 100 m                    | 57"32    | b  | Erin Gallagher                                                                                | Sudafrica   | 12 aprile 2024  | Campionati sudafricani        | Port Elizabeth, Sudafrica |        |
| 200 m                    | 2'09"41  | b  | Katheryn Meaklim                                                                              | Sudafrica   | 12 agosto 2008  | Giochi olimpici               | Pechino, Cina             |        |
| Misti                    |          |    |                                                                                               |             |                 |                               |                           |        |
| 200 m                    | 2'08"59  |    | Kirsty Coventry                                                                               | Zimbabwe    | 13 agosto 2008  | Giochi olimpici               | Pechino, Cina             |        |
| 400 m                    | 4'29"89  |    | Kirsty Coventry                                                                               | Zimbabwe    | 10 agosto 2008  | Giochi olimpici               | Pechino, Cina             |        |
| Staffette a stile libero |          |    |                                                                                               |             |                 |                               |                           |        |
| 4x100 m                  | 3'40"29  |    | Aimee Canny (55"27) Emma Chelius (54"94) Erin Gallagher (54"34) Rebecca Meder (55"74)         | Sudafrica   | 10 aprile 2021  | Campionati sudafricani        | Port Elizabeth, Sudafrica |        |
| 4x200 m                  | 8'01"56  | b  | Aimee Canny (1'58"41) Rebecca Meder (2'00"53) Dune Coetzee (1'59"75) Erin Gallagher (2'02"87) | Sudafrica   | 30 luglio 2021  | Giochi olimpici               | Tokyo, Giappone           |        |
| Staffetta mista          |          |    |                                                                                               |             |                 |                               |                           |        |
| 4x100 m                  | 3'59"63  |    | Rebecca Meder (1'01"39) Lara Van Niekerk (1'05"56) Erin Gallagher (58"88) Aimee Canny (53"80) | Sudafrica   | 3 agosto 2022   | Giochi del Commonwealth       | Birmingham, Regno Unito   |        |

Legenda:  - Record del mondo;

Record non ottenuti in finale: (b) - batteria; (sf) - semifinale; (s) - staffetta prima frazione.

### Mista
| Gara                     | Tempo   | + | Atleta                                                                                    | Nazionalità | Data           | Evento                  | Luogo                   | Ref |
| ------------------------ | ------- | - | ----------------------------------------------------------------------------------------- | ----------- | -------------- | ----------------------- | ----------------------- | --- |
| Staffetta a stile libero |         |   |                                                                                           |             |                |                         |                         |     |
| 4x100 m                  | 3'30"16 | b | Clayton Jimmie (50"04) Aimee Canny (54"58) Roland Schoeman (50"48) Rebecca Meder (55"06)  | Sudafrica   | 29 luglio 2023 | Campionati mondiali     | Fukuoka, Giappone       |     |
| Staffetta mista          |         |   |                                                                                           |             |                |                         |                         |     |
| 4x100 m                  | 3'44"38 |   | Pieter Coetze (53"42) Lara van Niekerk (1'05"41) Chad Le Clos (50"94) Aimee Canny (54"61) | Sudafrica   | 2 agosto 2022  | Giochi del Commonwealth | Birmingham, Regno Unito |     |

Legenda:  - Record del mondo;

Record non ottenuti in finale: (b) - batteria; (sf) - semifinale; (s) - staffetta prima frazione.

## Vasca corta (25m)

### Uomini
| Gara                     | Tempo    | +  | Atleta                                                                                              | Nazionalità | Data             | Evento                 | Luogo                          | Ref    |
| ------------------------ | -------- | -- | --------------------------------------------------------------------------------------------------- | ----------- | ---------------- | ---------------------- | ------------------------------ | ------ |
| Stile libero             |          |    | |             |                  |                        |                                |        |
| 50 m                     | 20"30    | sf | Roland Schoeman                                                                                     | Sudafrica   | 8 agosto 2009    | Campionati sudafricani | Pietermaritzburg, Sudafrica    |        |
| 100 m                    | 45"78    |    | Chad le Clos                                                                                        | Sudafrica   | 6 agosto 2017    | Coppa del Mondo        | Berlino, Germania              | [ 20 ] |
| 200 m                    | 1'40"65  |    | Matthew Sates                                                                                       | Sudafrica   | 3 ottobre 2021   | Coppa del Mondo        | Berlino, Germania              |        |
| 400 m                    | 3'36"30  |    | Matthew Sates                                                                                       | Sudafrica   | 21 ottobre 2022  | Coppa del Mondo        | Berlino, Germania              |        |
| 800 m                    | 7'33"69  | †  | Ahmed Hafnaoui                                                                                      | Tunisia     | 21 dicembre 2021 | Campionati mondiali    | Abu Dhabi, Emirati Arabi Uniti |        |
| 1500 m                   | 14'10"94 |    | Ahmed Hafnaoui                                                                                      | Tunisia     | 21 dicembre 2021 | Campionati mondiali    | Abu Dhabi, Emirati Arabi Uniti |        |
| Dorso                    |          |    | |             |                  |                        |                                |        |
| 50 m                     | 22"84    |    | Pieter Coetzé                                                                                       | Sudafrica   | 16 dicembre 2022 | Campionati mondiali    | Melbourne, Australia           |        |
| 100 m                    | 49"35    |    | Pieter Coetzé                                                                                       | Sudafrica   | 20 ottobre 2024  | Coppa del Mondo        | Shanghai, Cina                 |        |
| 200 m                    | 1'47"08  |    | George Du Rand                                                                                      | Sudafrica   | 7 novembre 2009  | Coppa del Mondo        | Mosca, Russia                  |        |
| Rana                     |          |    | |             |                  |                        |                                |        |
| 50 m                     | 25"25    |    | Cameron van der Burgh                                                                               | Sudafrica   | 14 novembre 2009 | Coppa del Mondo        | Berlino, Germania              | [ 21 ] |
| 100 m                    | 55"61    |    | Cameron van der Burgh                                                                               | Sudafrica   | 15 novembre 2009 | Coppa del Mondo        | Berlino, Germania              | [ 22 ] |
| 200 m                    | 2'02"56  | b  | Neil Versfeld                                                                                       | Sudafrica   | 14 novembre 2009 | Coppa del Mondo        | Berlino, Germania              |        |
| Farfalla                 |          |    | |             |                  |                        |                                |        |
| 50 m                     | 21"87    |    | Roland Schoeman                                                                                     | Sudafrica   | 14 novembre 2009 | Coppa del Mondo        | Berlino, Germania              |        |
| 100 m                    | 48"08    |    | Chad le Clos                                                                                        | Sudafrica   | 8 dicembre 2016  | Campionati mondiali    | Windsor, Canada                | [ 23 ] |
| 200 m                    | 1'48"27  |    | Chad le Clos                                                                                        | Sudafrica   | 15 dicembre 2022 | Campionati mondiali    | Melbourne, Australia           |        |
| Misti                    |          |    | |             |                  |                        |                                |        |
| 100 m                    | 51"05    |    | Johannes Zandberg                                                                                   | Sudafrica   | 14 novembre 2009 | Coppa del Mondo        | Berlino, Germania              |        |
| 200 m                    | 1'50"15  |    | Matthew Sates                                                                                       | Sudafrica   | 13 dicembre 2022 | Campionati mondiali    | Melbourne, Australia           |        |
| 400 m                    | 3'57"40  |    | Oussama Mellouli                                                                                    | Tunisia     | 16 dicembre 2010 | Campionati mondiali    | Dubai, Emirati Arabi Uniti     |        |
| Staffette a stile libero |          |    | |             |                  |                        |                                |        |
| 4x50 m                   | 1'24"14  |    | Bradley Tandy (21"22) Chad le Clos (20"31) Douglas Erasmus (21"29) Ryan Coetzee (21"34)             | Sudafrica   | 14 dicembre 2018 | Campionati mondiali    | Hangzhou, Cina                 | [ 24 ] |
| 4x100 m                  | 3'12"87  | b  | Leith Shankland (48"05) Jimmie Clayton (47"89) Calvyn Justus (48"32) Myles Brown (48"61)            | Sudafrica   | 3 dicembre 2014  | Campionati mondiali    | Doha, Qatar                    | [ 25 ] |
| 4x200 m                  | 6'52"13  |    | Myles Brown (1'43"45) Sebastien Rousseau (1'43"96) Chad le Clos (1'40"61) Leith Shankland (1'44"31) | Sudafrica   | 4 dicembre 2014  | Campionati mondiali    | Doha, Qatar                    | [ 26 ] |
| Staffette miste          |          |    | |             |                  |                        |                                |        |
| 4x50 m                   | 1'32"56  |    | Mohamed Samy (23"68) Youssef Elkamash (26"32) Youssef Ramadan (22"12) Abdelrahman Sameh (20"44)     | Egitto      | 20 dicembre 2021 | Campionati mondiali    | Abu Dhabi, Emirati Arabi Uniti |        |
| 4x100 m                  | 3'30"83  | b  | Mohamed Samy (52"55) Youssef Elkamash (59"71) Youssef Ramadan (50"89) Abdelrahman Sameh (47"68)     | Egitto      | 21 dicembre 2021 | Campionati mondiali    | Abu Dhabi, Emirati Arabi Uniti | [ 27 ] |

Legenda:  - Record del mondo;

Record non ottenuti in finale: (b) - batteria; (sf) - semifinale; (s) - staffetta prima frazione - (†) passaggio.

### Donne
| Gara                     | Tempo    | +  | Atleta                                                                                              | Nazionalità | Data             | Evento                        | Luogo                       | Ref    |
| ------------------------ | -------- | -- | --------------------------------------------------------------------------------------------------- | ----------- | ---------------- | ----------------------------- | --------------------------- | ------ |
| Stile libero             |          |    | |             |                  |                               |                             |        |
| 50 m                     | 24"33    | s  | Caitlin de Lange                                                                                    | Sudafrica   | 15 dicembre 2022 | Campionati mondiali           | Melbourne, Australia        |        |
| 100 m                    | 52''70   | sf | Erin Gallagher                                                                                      | Sudafrica   | 12 dicembre 2018 | Campionati mondiali           | Hangzhou, Cina              |        |
| 200 m                    | 1'54"48  |    | Aimee Canny                                                                                         | Sudafrica   | 5 dicembre 2021  | Campionati inglesi            | Sheffield, Regno Unito      |        |
| 400 m                    | 4'03"50  |    | Melissa Corfe                                                                                       | Sudafrica   | 11 aprile 2008   | Campionati mondiali           | Manchester, Regno Unito     | [ 28 ] |
| 800 m                    | 8'22"05  |    | Jessica Pengelly                                                                                    | Sudafrica   | 4 novembre 2011  | Coppa del Mondo               | Singapore                   |        |
| 1500 m                   | 16'11"24 |    | Jessica Pengelly                                                                                    | Sudafrica   | 14 luglio 2010   | Campionati australiani        | Brisbane, Australia         |        |
| Dorso                    |          |    | |             |                  |                               |                             |        |
| 50 m                     | 26"85    |    | Kirsty Coventry                                                                                     | Zimbabwe    | 13 aprile 2008   | Campionati mondiali           | Manchester, Regno Unito     | [ 29 ] |
| 100 m                    | 56"56    |    | Channelle van Wyk                                                                                   | Sudafrica   | 15 novembre 2009 | Coppa del Mondo               | Berlino, Germania           |        |
| 200 m                    | 2'00"91  |    | Kirsty Coventry                                                                                     | Zimbabwe    | 11 aprile 2008   | Campionati mondiali           | Manchester, Regno Unito     | [ 30 ] |
| Rana                     |          |    | |             |                  |                               |                             |        |
| 50 m                     | 29"09    |    | Lara van Niekerk                                                                                    | Sudafrica   | 18 dicembre 2022 | Campionati mondiali           | Melbourne, Australia        |        |
| 100 m                    | 1'03"89  |    | Tatjana Schoenmaker                                                                                 | Sudafrica   | 25 ottobre 2020  | Campionati sudafricani        | Pietermaritzburg, Sudafrica |        |
| 200 m                    | 2'18"02  |    | Tatjana Schoenmaker                                                                                 | Sudafrica   | 26 ottobre 2020  | Campionati sudafricani        | Pietermaritzburg, Sudafrica |        |
| Farfalla                 |          |    | |             |                  |                               |                             |        |
| 50 m                     | 25"31    |    | Farida Osman                                                                                        | Egitto      | 17 novembre 2019 | International Swimming League | College Park, Stati Uniti   |        |
| 100 m                    | 56"46    |    | Farida Osman                                                                                        | Egitto      | 20 dicembre 2019 | International Swimming League | Las Vegas, Stati Uniti      |        |
| 200 m                    | 2'04"24  |    | Amanda Loots                                                                                        | Sudafrica   | 22 novembre 2009 | Coppa del Mondo               | Singapore                   |        |
| Misti                    |          |    | |             |                  |                               |                             |        |
| 100 m                    | 58"46    |    | Rebecca Meder                                                                                       | Sudafrica   | 16 dicembre 2022 | Campionati mondiali           | Melbourne, Australia        |        |
| 200 m                    | 2'06"13  |    | Kirsty Coventry                                                                                     | Zimbabwe    | 12 aprile 2008   | Campionati mondiali           | Manchester, Regno Unito     | [ 31 ] |
| 400 m                    | 4'22"88  |    | Kathryn Meaklim                                                                                     | Sudafrica   | 21 novembre 2009 | Coppa del Mondo               | Singapore                   |        |
| Staffette a stile libero |          |    | |             |                  |                               |                             |        |
| 4x50 m                   | 1'40"80  | b  | Caitlin de Lange (24"33) Rebecca Meder (25"14) Emily Visagie (26"08) Milla Drakopoulos (25"25)      | Sudafrica   | 15 dicembre 2022 | Campionati mondiali           | Melbourne, Australia        |        |
| 4x100 m                  | 3'41"57  | b  | Milla Drakopoulos (56"97) Caitlin de Lange (53"33) Emily Visagie (57"08) Rebecca Meder (54"19)      | Sudafrica   | 13 dicembre 2022 | Campionati mondiali           | Melbourne, Australia        |        |
| 4x200 m                  | 8'02"49  | b  | Karin Prinsloo (1'58"41) Michelle Weber (2'02"84) Kyna Pereira (2'00"99) Jessica Pengelly (2'00"25) | Sudafrica   | 12 dicembre 2012 | Campionati mondiali           | Istanbul, Turchia           | [ 32 ] |
| Staffette miste          |          |    | |             |                  |                               |                             |        |
| 4x50 m                   | 1'52"16  | b  | Erin Gallagher (28"26) Tatjana Schoenmaker (32"06) Trudi Maree (27"04) Lehesta Kemp (24"80)         | Sudafrica   | 5 dicembre 2014  | Campionati mondiali           | Doha, Qatar                 | [ 33 ] |
| 4x100 m                  | 3'59"64  | b  | Milla Drakopoulos (1'00"30) Emily Visagie (1'07"40) Rebecca Meder (57"68) Caitlin de Lange (54"26)  | Sudafrica   | 18 dicembre 2022 | Campionati mondiali           | Melbourne, Australia        |        |

Legenda:  - Record del mondo;

Record non ottenuti in finale: (b) - batteria; (sf) - semifinale; (s) - staffetta prima frazione.

### Mista
| Gara                     | Tempo   | + | Atleta                                                                               | Nazionalità | Data            | Evento              | Luogo       | Ref    |
| ------------------------ | ------- | - | ------------------------------------------------------------------------------------ | ----------- | --------------- | ------------------- | ----------- | ------ |
| Staffetta a stile libero |         |   |                                                                                      |             |                 |                     |             |        |
| 4x50 m                   | 1'33"19 |   | Luke Pendock (22"01) Jimmie Clayton (21"30) Lehesta Kemp (24"90) Trudi Maree (24"98) | Sudafrica   | 6 dicembre 2014 | Campionati mondiali | Doha, Qatar | [ 34 ] |
| Staffetta mista          |         |   |                                                                                      |             |                 |                     |             |        |
| 4x50 m                   | 1'42"53 | b | Ricky Ellis (24"24) Giulio Zorzi (26"45) Trudi Maree (27"18) Lehesta Kemp (24"66)    | Sudafrica   | 4 dicembre 2014 | Campionati mondiali | Doha, Qatar | [ 35 ] |

Legenda:  - Record del mondo;

Record non ottenuti in finale: (b) - batteria; (sf) - semifinale; (s) - staffetta prima frazione.